# Контрада Вале (Сондрио)
Контрада Вале је насеље у Италији у округу Сондрио, региону Ломбардија.
Према процени из 2011. у насељу је живело 70 становника. Насеље се налази на надморској висини од 617 м.